# Jicchak Cukerman

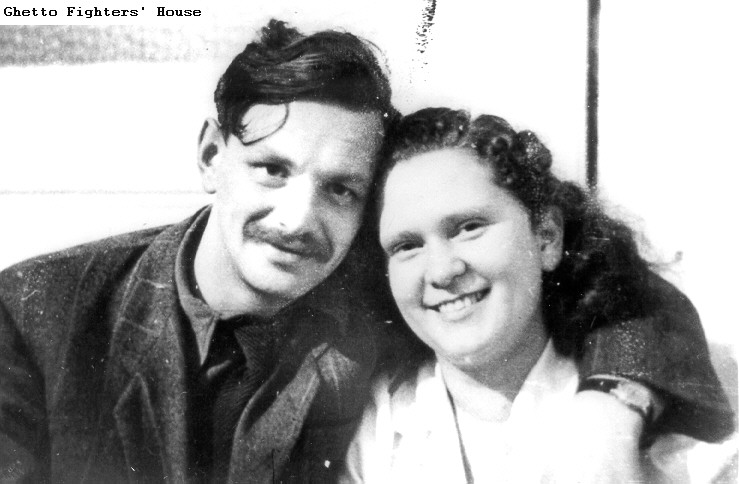
Cukerman s Chovkou Folman-Raban (1945)

Jicchak Cukerman (hebrejsky יצחק צוקרמן‎, polsky Icchak Cukierman; 13. prosince 1915 Vilnius – 17. června 1981 Lochamej ha-Geta'ot), známý také pod pseudonymem Antek, byl polský Žid, sionistický aktivista, za druhé světové války obyvatel varšavského ghetta a člen židovského protinacistického odboje, poslední velitel Židovské bojové organizace a spoluzakladatel kibucu Lochamej ha-Geta'ot.

## Život

### Předválečné období
Narodil se ve Vilniusu. Ve svém rodném městě vystudoval světské gymnázium, kde se vyučovalo v hebrejštině. Byl členem sionistické mládežnické organizace Dror.
Byl přijat na Hebrejskou univerzitu v Jeruzalémě, ale nakonec zůstal v Polsku. Zpočátku žil ve Vilniusu. V roce 1936 se přestěhoval do Varšavy, kde žil na sionistické farmě.
Od roku 1938 působil jako generální tajemník organizace Dror a organizace he-Chaluc.

### Druhá světová válka
Když nacistické Německo zahájilo invazi do Polska, pobýval ve vesnici Klewań ve Volyňském vojvodství, kde spoluorganizoval sionistické semináře. Po skončení invaze pobýval v sovětské okupační zóně: nejprve v rodném Vilniusu, poté v Kowelu a Łucku. Organizoval sionistická spiknutí.
V dubnu 1940 se vrátil do Varšavy. Po vzniku varšavského ghetta se aktivně účastnil podzemní činnosti. Zpočátku se věnoval organizování ilegálních cest do Britského mandátu Palestina, tajnému vyučování a vydávání a redigování podzemního tisku. V souvislosti s podzemní činností často cestoval do jiných měst v Generálním gouvernementu a používal k tomu falešné doklady. Na jaře 1942 se stal členem Antifašistického bloku.
Dne 28. července 1942 byla ve varšavském ghettu založena Židovská bojová organizace. Cukerman byl jedním z jejích zakládajících členů a patřil také k jejímu prvnímu vedení. V létě 1942 se mu podařilo přežít velkou deportační akci. Na podzim téhož roku, po rozšíření Židovské bojové organizace, se stal součástí nového vedení organizace. Byl zástupcem velitele Mordechaje Anielewicze. Byl také zodpovědný za vyzbrojování. Zároveň spolu s Cvijou Lubetkinovou zastupoval organizaci Dror v Židovském národním výboru a Koordinační komisi, která vykonávala politický dohled nad Židovskou bojovou organizací. V rámci Židovského národního výboru a Koordinační komise měl na starosti propagandu. Používal pseudonym Antek.
Dne 22. prosince 1942 se zúčastnil útoku na krakovskou kavárnu Cyganeria, kterou často navštěvovali němečtí důstojníci. V lednu 1943, během obrany ghetta proti Němcům, velel skupině členů organizací Dror a Gordonia.
Dne 13. dubna 1943, necelý týden před vypuknutím povstání ve varšavském ghettu, převzal funkci zmocněnce židovského odboje pro styk s polským podzemním státem. Během povstání se snažil, ovšem bez většího úspěchu, organizovat pomoc pro své přátele bojující v ghettu. Po pádu povstání a Anielewiczově smrti převzal vedení Židovské bojové organizace, kterou nyní tvořili přeživší bojovníci. Byl držitelem blíže neidentifikovaného dokumentu vydaného skupinou Ładosia.
Během varšavského povstání velel četě Židovské bojové organizace, která bojovala ve Starém Městě jako součást Lidové armády. Krátce před pádem Starého Města se mu podařilo dostat se kanalizací do Żoliborzu. Po kapitulaci Żoliborzu se se svými kolegy (včetně Cvije Lubetkinové a Marka Edelmana) ukrýval. Dne 15. listopadu 1944 je evakuovala skupina organizovaná pracovníky nemocnice Polského červeného kříže.

### Poválečné období
V letech 1945–1946 byl členem předsednictva Ústředního výboru polských Židů. Organizoval emigraci Židů z Polska na západ a do Palestiny. Od července 1946 byl spolu s Adolfem Bermanem a Bernardem Falkiemem také členem Výboru pro výstavbu památníku povstání ve varšavském ghettu. V roce 1948 se přestěhoval do Izraele, kde 19. dubna 1949 spolu se svou ženou Cvijou Lubetkinovou založil kibuc Lochamej ha-Geta'ot. V roce 1961 byl svědkem v procesu s Adolfem Eichmannem. Zemřel na infarkt myokardu v roce 1981.
Byl autorem memoárů, mimo jiné knihy Nadmiar pamięci, která byla v souladu s jeho přáním vydána deset let po jeho smrti.
V roce 2001 se jeho vnučka Roni Cukerman stala první izraelskou pilotkou bojového letounu F-16.

## Dílo
- CUKERMAN, Jicchak. A Surplus of Memory: Chronicle of the Warsaw Ghetto Uprising. Překlad Barbara Harshav. Berkeley: University of California Press, 1993. ISBN 0-520-07841-1.

## Odraz v kultuře
Jicchak Cukerman je jednou z hlavních postav filmu Vzpoura (2001). Postavu ztvárnil David Schwimmer.